# Буинск (Татарстан)
Буи́нск (тат. Буа) — город (с 1780 г.) в Республике Татарстан России. Административный центр Буинского района. Образует муниципальное образование город Буинск со статусом городского поселения как единственный населённый пункт в его составе. День города отмечается 30 августа.

## Этимология
Русское название образовано из татарского «буа» — запруда.

## География
Город расположен на левом берегу реки Карлы, чуть выше места впадения её в Свиягу, в 137 км от столицы республики города Казани и в 80 км от города Ульяновска.
Преобладает умеренно континентальный климат. Среднегодовая норма осадков: 525 мм. Средняя годовая температура: +4,1 ° C.

## История
Первое летописное упоминание относится к  1683 году: «Селение, где учрежден сей город, заведено при великих князьях Иоанне Алексеевиче и Петре Алексеевиче в 7191 (1683) году ясашным крестьянином Белобородовым. Звание свое получило от татарина Байдурачки Чуракаева, у которого ясашные крестьяне деревни Афонасовой брали в наем землю, где ныне лежит город, а от имени Байдурачки прозвали сие место, а потом и селение Буинским.».
До 1780 года называлось селом Архангельским, Буинским тоже.
С 1780 года указом императрицы Екатерины II получил статус уездного города Симбирского наместничества. В том же году, 22 декабря, был Высочайше утверждён императрицей Екатериной II вместе с другими гербами городов Симбирского наместничества герб Буинска

Подлинное описание герба города Буинска гласило:
«Серебреная овца въ зеленомъ полѣ, означающая изобилiе сего рода скота».

В верхней части щита — герб Симбирского наместничества: «В синем поле на белом столбе золотая корона».
На 1785 год город разделялся на три слободы: первая называлась Дубовка, вторая — Юрясы, третья — Скочиха. Имелась деревянная церковь во имя Архистратига Михаила.
С 1796 года — в Симбирской губернии.
В 1810 году прихожанами построен каменный Соборный храм. Престолов в нём три: главный во имя Живоначальной Троицы и в приделах: в одном — в честь Покрова Пресвятые Богородицы и в другом — во имя св. Архистратига Божия Михаила. На городской площади есть часовня, построенная в память чудесного спасения Государя Императора Александра II от угрожавшей Его Величеству опасности 2 апреля 1879 года.
С 1830 года ежегодно проводились осенняя и зимняя ярмарки.
В 1859 году в Буинске в 509 дворах жило: 1460 мужчин и 1489 женщин, имелось: церковь, мечеть, уездное и приходское училища, больница, почтовая станция, две ярмарки и еженедельные базары.
На 1900 год в городе есть одна школа и четыре училищ: а) городское трехклассное мужское училище: б) мужское одноклассное училище; в) ремесленное училище; г) двухклассное женское училище; д) школа грамоты (с 1899 г.).
С 1920 года — в ТАССР, административный центр Буинского кантона.
С 1930 года — административный центр Буинского района.
1 января 2009 года входивший в состав Нижненаратбашского сельского поселения посёлок Васильевка был включён в состав города Буинска.

#### Примечание
В Ибресинском районе Чувашии есть посёлок городского типа Буинск, основанный в 1890-х годах. Считается, что жена основателя посёлка была из татарстанского Буинска, поэтому и посёлок назван так.

## Население
| 1856    | 1897    | 1913    | 1926    | 1931    | 1939    | 1959    | 1970    | 1979    | 1989    |
| ------- | ------- | ------- | ------- | ------- | ------- | ------- | ------- | ------- | ------- |
| 3400    | ↗4200   | ↗5900   | ↘4700   | ↘3500   | ↗5900   | ↗9021   | ↗14 852 | ↗15 610 | ↗16 800 |
| 1992    | 1996    | 1998    | 2000    | 2001    | 2002    | 2003    | 2004    | 2005    | 2006    |
| ↗17 200 | ↗18 000 | ↗18 500 | ↘18 400 | →18 400 | ↗19 736 | ↘19 700 | ↘19 600 | ↗19 676 | ↗19 792 |
| 2007    | 2008    | 2009    | 2010    | 2011    | 2012    | 2013    | 2014    | 2015    | 2016    |
| ↗19 972 | ↗20 000 | ↗20 225 | ↗20 352 | ↗20 433 | ↗20 482 | ↗20 657 | ↗20 718 | ↗20 854 | ↗20 886 |
| 2017    | 2018    | 2019    | 2020    | 2021    |         |         |         |         |         |
| ↗20 905 | ↘20 848 | ↘20 681 | ↘20 416 | ↘19 968 |         |         |         |         |         |

В 1761 году (3-я ревизия) в селе Буинском состояло: мужского пола 573, женского — 700; а по четвёртой ревизии (1781) в городе Буинске налицо имелось: мужского — 647, женского — 728 душ. Все они христианской веры греческого исповедания.
Общая численность жителей на 2017 год составляла 21 тысячу человек.
На 1 января 2025 года по численности населения город находился на 669-м месте из 1124 городов Российской Федерации.

## Экономика
Буинск является экономическим центром всего предволжского региона Татарстана.
- Буинский спиртзавод.
- Буинский электромеханический завод.
- Предприятия пищевой промышленности — мясокомбинат, маслосыродельный, дрожжевой заводы (закрыт).
- Буинский сахарный завод
- Буинский комбикормовый завод
- Буинский машиностроительный завод

## Образование, культура
- 6 средних школ, школа № 1, лицей № 2, гимназия № 5, лицей-интернат № 6 (школа для одарённых детей), шк. им. Р. З. Сагдеева, школа с преподаванием на татарском языке им. М. Вахитова, Буинское медресе
- Буинские филиалы республиканских вузов.
- Медицинское училище, ветеринарный техникум.
- Буинский краеведческий музей,
- Буинский драматический театр,
- молодёжный центр,
- досуговый центр,
- центр культурного развития,
- центр внешкольной работы.

## Достопримечательности
- Здание земской управы
- В двух км от города, за рекой Карлой, находился земляной вал и ров, так называемая Карлинская черта, начинавшаяся от левого берега Свияги и шедшая по правому берегу р. Карлы до р. Бездны, а там на Алатырь и Арзамас, мимо Байбулатова, Альшихова, Енбулатова, Байтерякова, Буянова, Шемурши, Андреевки. Все эти селения расположены по р. Карле на расстоянии от 2 до 52 км от города[38].

## Транспорт
Станция Буа на участке Свияжск — Ульяновск Волжской железнодорожной рокады..
Через город проходит федеральная автодорога Р-241 Казань — Ульяновск. С автовокзала автобусы ходят в Казань, Ульяновск, Апастово, Цильну.

## Религия
Действующие (после реставрации) Троицкая церковь и 8 мечетей